# Бельчо
Бельчо (бел. Бяльчо) — деревня в Щедринском сельсовете Жлобинского района Гомельской области Белоруссии.

## География
В 38 км на юго-запад от Жлобина, в 25 км от железнодорожной станции Красный Берег (на линии Бобруйск — Жлобин), 135 км от Гомеля.
На реке Березина (приток реки Днепр).

## История
По письменных источников известна с XVIII века как хутор в Речицкого повета Минского воеводства Великого княжества Литовского. Согласно инвентаря 1766 года фольварк помещика Станислава Круковского.
После 2-го раздела Речи Посполитой (1793 год) в составе Российской империи. В 1830 году построена деревянная церковь, перевезённая в 1872 году в деревню Добровольща. Хозяин одноимённого поместья Э. Ш. Вишняк занимался заготовкой и продажей леса. В 1909 году в Староруднянской волости Рогачёвского уезда Могилёвской губернии.
В 1930 году жители вступили в колхоз. 6 жителей погибли во время Великой Отечественной войны. Согласно переписи 1959 года в составе колхоза имени В. И. Ленина (центр — деревня Дворище). 

В 2016 году была введена в эксплуатацию Усадьба Фольварк "Бельчо". Оборудована домами для отдыха с разным дизайном, баня, сауна, беседка на 80 человек.

## Население

### Численность
- 2004 год — 3 хозяйства, 4 жителя.
- 2009 год — 3 хозяйства, 4 жителя.
- 2016 год — 1 хозяйство, 2 жителя.

### Динамика
- 1897 год — 3 двора, 21 житель (согласно переписи).
- 1909 год — 4 двора, 31 житель.
- 1959 год — 112 жителей (согласно переписи).
- 2004 год — 3 хозяйства, 4 жителя.
- 2009 год — 3 хозяйства, 4 жителя.
- 2016 год — 1 хозяйство, 2 жителя.

## Транспортная сеть
Транспортные связи по просёлочной, а затем автомобильной дороге Бобруйск — Гомель. Планировка состоит из короткой меридиональной улицы. Застройка деревянная.